# Podgrupa
V matematice se pojmem podgrupa grupy G = (G,*) označuje grupa H = (H, *H), je-li H podmnožinou G a *H je podmnožinou operace *.
V následujícím textu se místo zápisu a*b používá zkrácené ab.

## Základní vlastnosti podgrup
- Podgrupa je grupa
- H je podgrupa grupy G, právě když je neprázdná a je uzavřená na operaci * (to znamená, že pokud a, b ∈ H, pak ab ∈ H) a na inverzi (tzn. jestliže a ∈ H, pak a−1 ∈ H)
- Neutrální prvek v G se rovná neutrálnímu prvku v H
- Inverzní prvek v G se rovná inverznímu prvku v H

## Zvláštní případy podgrup
- Každá grupa obsahuje dvě tzv. nevlastní podgrupy (též triviální podgrupy), sebe samu a podgrupu obsahující pouze neutrální prvek (ta je zároveň triviální grupou).[1] Ostatní podgrupy označujeme jako vlastní (nebo netriviální).
- Je-li S podmnožina G, existuje nejmenší podgrupa grupy G obsahující S. Tato podgrupa se značí <S> a jmenuje se podgrupa generovaná množinou S (v případě, že S je jednoprvková, píšeme podgrupu jako <a> místo <{a}>).
- Zvláště významné jsou normální podgrupy splňující {\displaystyle \forall g\in G\quad g\cdot H\equiv \{g\cdot h,h\in H\}=\{h\cdot g,h\in H\}\equiv H\cdot g}